# Камиситикэн

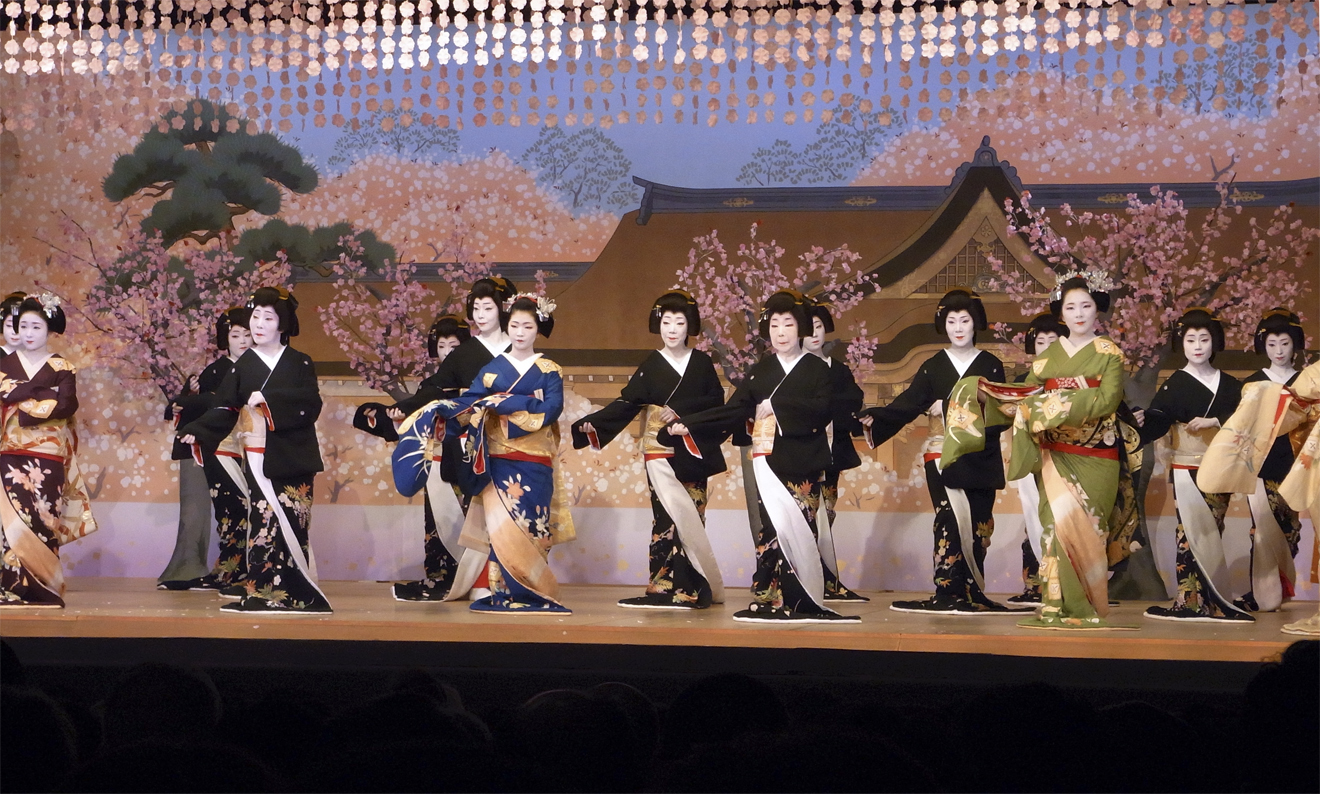
Гейши и майко Камиситикэна на Китано одори

Камиситикэн (яп. 上七軒) — один из районов города Киото. Там располагается старейший на северо-западе ханамати — район, где учатся и работают гейши. Рядом находится святыня Тэмман-гу. Название «Камиситикэн» буквально означает «семь верхних домов» и происходит от семи чайных домиков, построенных из материалов, оставшихся от реставрации святыни Китано в эпоху Муромати (1333—1573).

## Общие сведения
Камиситикэн находится в районе Нисидзин, известном благодаря традиционным рукодельным тканям. На тихих улочках Камигё-ку стоят тёмные деревянные домики, в основном, о-тяя (чайных домиков) и окия — дома гейш.
Стиль танцев гейш и майко квартала называется «ханаянаги-рю» (яп. 花柳流 ханаяги рю:, стиль цветов и ив)..
Герб квартала — кольцо сладких лепёшек данго. На фонариках они изображаются красными кругами на белом фоне, в противовес Гиону, на гербе которого белые лепёшки на красном фоне.
25 февраля в Китано Тэмман-гу проводится «Байка сай» яп. 梅花祭 — праздник цветов сливы, в котором принимают участие гейши района. Ежегодный танцевальный праздник, подобно «Мияко одори» яп. 都踊 в Гионе, Гион Одори яп. 祇園踊 в Гион-хигаси и т. п., называется Китано одори　яп. 北野をどり. В районе также имеется сад, где с первого июля до 31 августа можно выпить кружку пива с закусками и поговорить с настоящими майко и гейшами.

## Майко и гейши Камиситикэна
В именах обитательниц Камиситикэна часто встречаются части Умэ-, Кацу-, Нао-, Ити-, которые используются многие века.
Гейши Камиситикэна известны своей мягкостью и, в общем, очень похожи на идеал женщины прошлого. Каждая из них — талантливая танцовщица или музыкант. В 2010 году в Камиситикэне было около 25 майко и гэйко, при одиннадцати чайных домиках.
Чайный домик Ити описан в блоге Итимамэ , бывшей майко этого домика. Блог переводят на английский, чтобы поднять посещаемость Ити, ведь он находится в стороне от оживлённого храма Ясака.